# Рунку (комуна, Димбовіца)
Рунку (рум. Runcu) — комуна у повіті Димбовіца в Румунії. До складу комуни входять такі села (дані про населення за 2002 рік):
- Бедень (1056 осіб)
- Бребу (669 осіб)
- П'ятра (568 осіб)
- Рунку (987 осіб) — адміністративний центр комуни
- Сіліштя (835 осіб)
- Ферестре (482 особи)

Комуна розташована на відстані 99 км на північний захід від Бухареста, 28 км на північ від Тирговіште, 55 км на південь від Брашова.

## Населення
За даними перепису населення 2002 року у комуні проживали 4597 осіб.
Національний склад населення комуни:
| Національність | Кількість осіб | Відсоток |
| -------------- | -------------- | -------- |
| румуни         | 4594           | 99,9%    |
| угорці         | 1              | < 0,1%   |
| цигани         | 1              | < 0,1%   |
| турки          | 1              | < 0,1%   |

Рідною мовою назвали:
| Мова      | Кількість осіб | Відсоток |
| --------- | -------------- | -------- |
| румунська | 4595           | > 99,9%  |
| угорська  | 1              | < 0,1%   |
| турецька  | 1              | < 0,1%   |

Склад населення комуни за віросповіданням:
| Релігія                                       | Кількість осіб | Відсоток |
| --------------------------------------------- | -------------- | -------- |
| православні                                   | 4492           | 97,7%    |
| адвентисти                                    | 60             | 1,3%     |
| лютерани                                      | 33             | 0,7%     |
| римо-католики                                 | 4              | 0,1%     |
| реформати                                     | 3              | 0,1%     |
| мусульмани                                    | 2              | < 0,1%   |
| лютерани (Синодально-пресвітеріанська церква) | 1              | < 0,1%   |
| не вказали релігію                            | 2              | < 0,1%   |

## Зовнішні посилання
- Дані про комуну Рунку на сайті Ghidul Primăriilor